# Stamboom Hendrik van Mecklenburg-Schwerin (1876-1934)
Dit is de stamboom van Hendrik van Mecklenburg-Schwerin (1876-1934).
| Stamboom Hendrik van Mecklenburg-Schwerin                                                    | Stamboom Hendrik van Mecklenburg-Schwerin                                                                  | Stamboom Hendrik van Mecklenburg-Schwerin                                                                  | Stamboom Hendrik van Mecklenburg-Schwerin                                                                  | Stamboom Hendrik van Mecklenburg-Schwerin                                                                  | Stamboom Hendrik van Mecklenburg-Schwerin                                                                  | Stamboom Hendrik van Mecklenburg-Schwerin                                                                  | Stamboom Hendrik van Mecklenburg-Schwerin                                                                  | Stamboom Hendrik van Mecklenburg-Schwerin                                                                  | Stamboom Hendrik van Mecklenburg-Schwerin                                                                  | Stamboom Hendrik van Mecklenburg-Schwerin                                                                  | Stamboom Hendrik van Mecklenburg-Schwerin                                                                  | Stamboom Hendrik van Mecklenburg-Schwerin                                                                  | Stamboom Hendrik van Mecklenburg-Schwerin                                                                  | Stamboom Hendrik van Mecklenburg-Schwerin                                                                  | Stamboom Hendrik van Mecklenburg-Schwerin                                                                  | Stamboom Hendrik van Mecklenburg-Schwerin                                                                  |
| -------------------------------------------------------------------------------------------- | --- | --- | --- | --- | --- | --- | --- | --- | --- | --- | --- | --- | --- | --- | --- | --- |
| Overgrootouders                                                                              | Frederik Lodewijk van Mecklenburg-Schwerin (1778-1819) x 1799 Helena Pavlovna Romanov (1784-1803)          | Frederik Lodewijk van Mecklenburg-Schwerin (1778-1819) x 1799 Helena Pavlovna Romanov (1784-1803)          | Frederik Lodewijk van Mecklenburg-Schwerin (1778-1819) x 1799 Helena Pavlovna Romanov (1784-1803)          | Frederik Lodewijk van Mecklenburg-Schwerin (1778-1819) x 1799 Helena Pavlovna Romanov (1784-1803)          | Frederik Willem III van Pruisen (1770-1840) x 1793 Louise van Mecklenburg-Strelitz (1776-1810)             | Frederik Willem III van Pruisen (1770-1840) x 1793 Louise van Mecklenburg-Strelitz (1776-1810)             | Frederik Willem III van Pruisen (1770-1840) x 1793 Louise van Mecklenburg-Strelitz (1776-1810)             | Frederik Willem III van Pruisen (1770-1840) x 1793 Louise van Mecklenburg-Strelitz (1776-1810)             | Karel Günther van Schwarzburg-Rudolstadt (1771-1825) x 1793 Louise van Hessen-Homburg (1772-1854)          | Karel Günther van Schwarzburg-Rudolstadt (1771-1825) x 1793 Louise van Hessen-Homburg (1772-1854)          | Karel Günther van Schwarzburg-Rudolstadt (1771-1825) x 1793 Louise van Hessen-Homburg (1772-1854)          | Karel Günther van Schwarzburg-Rudolstadt (1771-1825) x 1793 Louise van Hessen-Homburg (1772-1854)          | Otto Victor van Schönburg (1785-1859) x 1817 Thecla van Schwarzburg-Rudolstadt (1795-1861)                 | Otto Victor van Schönburg (1785-1859) x 1817 Thecla van Schwarzburg-Rudolstadt (1795-1861)                 | Otto Victor van Schönburg (1785-1859) x 1817 Thecla van Schwarzburg-Rudolstadt (1795-1861)                 | Otto Victor van Schönburg (1785-1859) x 1817 Thecla van Schwarzburg-Rudolstadt (1795-1861)                 |
| Grootouders                                                                                  | Paul Frederik van Mecklenburg (1800-1842) x 1822 Alexandrine van Pruisen (1803-1892)                       | Paul Frederik van Mecklenburg (1800-1842) x 1822 Alexandrine van Pruisen (1803-1892)                       | Paul Frederik van Mecklenburg (1800-1842) x 1822 Alexandrine van Pruisen (1803-1892)                       | Paul Frederik van Mecklenburg (1800-1842) x 1822 Alexandrine van Pruisen (1803-1892)                       | Paul Frederik van Mecklenburg (1800-1842) x 1822 Alexandrine van Pruisen (1803-1892)                       | Paul Frederik van Mecklenburg (1800-1842) x 1822 Alexandrine van Pruisen (1803-1892)                       | Paul Frederik van Mecklenburg (1800-1842) x 1822 Alexandrine van Pruisen (1803-1892)                       | Paul Frederik van Mecklenburg (1800-1842) x 1822 Alexandrine van Pruisen (1803-1892)                       | Frans Frederik van Schwarzburg-Rudolstadt (1801-1875) x 1847 Mathilda van Schönburg-Waldenburg (1826-1914) | Frans Frederik van Schwarzburg-Rudolstadt (1801-1875) x 1847 Mathilda van Schönburg-Waldenburg (1826-1914) | Frans Frederik van Schwarzburg-Rudolstadt (1801-1875) x 1847 Mathilda van Schönburg-Waldenburg (1826-1914) | Frans Frederik van Schwarzburg-Rudolstadt (1801-1875) x 1847 Mathilda van Schönburg-Waldenburg (1826-1914) | Frans Frederik van Schwarzburg-Rudolstadt (1801-1875) x 1847 Mathilda van Schönburg-Waldenburg (1826-1914) | Frans Frederik van Schwarzburg-Rudolstadt (1801-1875) x 1847 Mathilda van Schönburg-Waldenburg (1826-1914) | Frans Frederik van Schwarzburg-Rudolstadt (1801-1875) x 1847 Mathilda van Schönburg-Waldenburg (1826-1914) | Frans Frederik van Schwarzburg-Rudolstadt (1801-1875) x 1847 Mathilda van Schönburg-Waldenburg (1826-1914) |
| Ouders                                                                                       | Frederik Frans II van Mecklenburg-Schwerin (1823-1883) x 1868 Marie van Schwarzburg-Rudolstadt (1850-1922) | Frederik Frans II van Mecklenburg-Schwerin (1823-1883) x 1868 Marie van Schwarzburg-Rudolstadt (1850-1922) | Frederik Frans II van Mecklenburg-Schwerin (1823-1883) x 1868 Marie van Schwarzburg-Rudolstadt (1850-1922) | Frederik Frans II van Mecklenburg-Schwerin (1823-1883) x 1868 Marie van Schwarzburg-Rudolstadt (1850-1922) | Frederik Frans II van Mecklenburg-Schwerin (1823-1883) x 1868 Marie van Schwarzburg-Rudolstadt (1850-1922) | Frederik Frans II van Mecklenburg-Schwerin (1823-1883) x 1868 Marie van Schwarzburg-Rudolstadt (1850-1922) | Frederik Frans II van Mecklenburg-Schwerin (1823-1883) x 1868 Marie van Schwarzburg-Rudolstadt (1850-1922) | Frederik Frans II van Mecklenburg-Schwerin (1823-1883) x 1868 Marie van Schwarzburg-Rudolstadt (1850-1922) | Frederik Frans II van Mecklenburg-Schwerin (1823-1883) x 1868 Marie van Schwarzburg-Rudolstadt (1850-1922) | Frederik Frans II van Mecklenburg-Schwerin (1823-1883) x 1868 Marie van Schwarzburg-Rudolstadt (1850-1922) | Frederik Frans II van Mecklenburg-Schwerin (1823-1883) x 1868 Marie van Schwarzburg-Rudolstadt (1850-1922) | Frederik Frans II van Mecklenburg-Schwerin (1823-1883) x 1868 Marie van Schwarzburg-Rudolstadt (1850-1922) | Frederik Frans II van Mecklenburg-Schwerin (1823-1883) x 1868 Marie van Schwarzburg-Rudolstadt (1850-1922) | Frederik Frans II van Mecklenburg-Schwerin (1823-1883) x 1868 Marie van Schwarzburg-Rudolstadt (1850-1922) | Frederik Frans II van Mecklenburg-Schwerin (1823-1883) x 1868 Marie van Schwarzburg-Rudolstadt (1850-1922) | Frederik Frans II van Mecklenburg-Schwerin (1823-1883) x 1868 Marie van Schwarzburg-Rudolstadt (1850-1922) |
| Hendrik van Mecklenburg-Schwerin (1876-1934) x 1901 Wilhelmina van Oranje-Nassau (1880-1962) | | | | | | | | | | | | | | | | |
| Kinderen                                                                                     | Juliana (1909-2004) x 1937 Bernhard van Lippe-Biesterfeld (1911-2004)                                      | Juliana (1909-2004) x 1937 Bernhard van Lippe-Biesterfeld (1911-2004)                                      | Juliana (1909-2004) x 1937 Bernhard van Lippe-Biesterfeld (1911-2004)                                      | Juliana (1909-2004) x 1937 Bernhard van Lippe-Biesterfeld (1911-2004)                                      | Juliana (1909-2004) x 1937 Bernhard van Lippe-Biesterfeld (1911-2004)                                      | Juliana (1909-2004) x 1937 Bernhard van Lippe-Biesterfeld (1911-2004)                                      | Juliana (1909-2004) x 1937 Bernhard van Lippe-Biesterfeld (1911-2004)                                      | Juliana (1909-2004) x 1937 Bernhard van Lippe-Biesterfeld (1911-2004)                                      | Juliana (1909-2004) x 1937 Bernhard van Lippe-Biesterfeld (1911-2004)                                      | Juliana (1909-2004) x 1937 Bernhard van Lippe-Biesterfeld (1911-2004)                                      | Juliana (1909-2004) x 1937 Bernhard van Lippe-Biesterfeld (1911-2004)                                      | Juliana (1909-2004) x 1937 Bernhard van Lippe-Biesterfeld (1911-2004)                                      | Juliana (1909-2004) x 1937 Bernhard van Lippe-Biesterfeld (1911-2004)                                      | Juliana (1909-2004) x 1937 Bernhard van Lippe-Biesterfeld (1911-2004)                                      | Juliana (1909-2004) x 1937 Bernhard van Lippe-Biesterfeld (1911-2004)                                      | Juliana (1909-2004) x 1937 Bernhard van Lippe-Biesterfeld (1911-2004)                                      |
| Kleinkinderen                                                                                | Beatrix (1938) x 1966 Claus van Amsberg (1926-2002)                                                        | Beatrix (1938) x 1966 Claus van Amsberg (1926-2002)                                                        | Beatrix (1938) x 1966 Claus van Amsberg (1926-2002)                                                        | Beatrix (1938) x 1966 Claus van Amsberg (1926-2002)                                                        | Irene (1939) x 1964-1981 Carel Hugo van Bourbon-Parma (1930-2010)                                          | Irene (1939) x 1964-1981 Carel Hugo van Bourbon-Parma (1930-2010)                                          | Irene (1939) x 1964-1981 Carel Hugo van Bourbon-Parma (1930-2010)                                          | Irene (1939) x 1964-1981 Carel Hugo van Bourbon-Parma (1930-2010)                                          | Margriet (1943) x 1967 Pieter van Vollenhoven (1939)                                                       | Margriet (1943) x 1967 Pieter van Vollenhoven (1939)                                                       | Margriet (1943) x 1967 Pieter van Vollenhoven (1939)                                                       | Margriet (1943) x 1967 Pieter van Vollenhoven (1939)                                                       | Christina (1947-2019) x 1975-1996 Jorge Guillermo (1946)                                                   | Christina (1947-2019) x 1975-1996 Jorge Guillermo (1946)                                                   | Christina (1947-2019) x 1975-1996 Jorge Guillermo (1946)                                                   | Christina (1947-2019) x 1975-1996 Jorge Guillermo (1946)                                                   |
| Achterkleinkinderen                                                                          | Willem-Alexander (1967) x 2002 Maxima (1971)                                                               | Friso (1968-2013) x 2004 Mabel (1968)                                                                      | Friso (1968-2013) x 2004 Mabel (1968)                                                                      | Constantijn (1969) x 2001 Laurentien (1966)                                                                | Carlos (1970) x 2010 Annemarie (1977)                                                                      | Margarita (1972) x 2001-2006 Edwin (1966) x 2008 Tjalling (1975)                                           | Jaime (1972) x 2013 Viktória (1982)                                                                        | Carolina (1974) x 2012 Albert (1974)                                                                       | Maurits (1968) x 1998 Marilène (1970)                                                                      | Bernhard jr (1969) x 2000 Annette (1972)                                                                   | Pieter Christiaan (1972) x 2005 Anita (1969)                                                               | Floris (1975) x 2005 Aimée (1977)                                                                          | Bernardo (1977) x 2009-2011 (?) Eva (1978)                                                                 | Bernardo (1977) x 2009-2011 (?) Eva (1978)                                                                 | Nicolás (1979)                                                                                             | Juliana (1981) x ? Tao Bodhi                                                                               |
| Betachterkleinkinderen                                                                       | Catharina-Amalia (2003) Alexia (2005) Ariane (2007)                                                        | Luana (2005) Zaria (2006)                                                                                  | Luana (2005) Zaria (2006)                                                                                  | Eloise (2002) Claus-Casimir (2004) Leonore (2006)                                                          | Carlos Hugo (1997) Luisa (2012) Cecilia (2013) Carlos Enrique (2016)                                       | Julia (2008) Paola (2011)                                                                                  | Zita (2014) Gloria (2016)                                                                                  | Alaïa-Maria (2014) Xavier (2015)                                                                           | Anna (2001) Lucas (2002) Felicia (2005)                                                                    | Isabella (2002) Samuel (2004) Benjamin (2008)                                                              | Emma (2006) Pieter (2008)                                                                                  | Magali (2007) Eliane (2009) Willem Jan (2013)                                                              | Isabel (2009) Julian (2011)                                                                                | Isabel (2009) Julian (2011)                                                                                | - | Kai Numa Aida                                                                                              |